# Saison 1981-1982 du Stade rennais FC
Maillots
Chronologie
Saison précédente Saison suivante
La saison 1981-1982 du Stade rennais football club débute le 1er août 1981 avec la première journée du Championnat de France de Division 2, pour se terminer le 8 mai 1982 avec la dernière journée de cette même compétition.
Le Stade rennais FC est également engagé en Coupe de France.

## Résumé de la saison
Toujours cantonné en deuxième division, le Stade rennais entame sa cinquième saison consécutive à ce niveau. Logiquement, le club perd à l'intersaison quelques-uns de ses meilleurs éléments, Klimek et Izquierdo rejoignant par exemple le Stade lavallois en D1, ou Bruno Steck faisant ses bagages pour Tours. Pour compenser ces départs, le SRFC s'attache les services d'éléments ayant déjà une solide expérience du haut-niveau. C'est le cas du gardien Jean-Noël Dusé, du défenseur Bernard Tischner, du milieu de terrain Dominique Vésir et des attaquants Karel Bonsink et François M'Pelé.
Ce dernier, bien qu'en fin de carrière, se mettra particulièrement en évidence avec un total de 17 buts marqués au cours de la saison, soit le meilleur score pour un attaquant rennais depuis Pokou en 1975-1976. Rapidement, le SRFC s'installe parmi les équipes de tête du classement, et ne descendra jamais en dessous de la huitième place. À la lutte pour la montée, ses principaux concurrents sont le FC Rouen, l'US Nœux-les-Mines, le FC Mulhouse, le Stade de Reims et Le Havre AC.
Un temps légèrement distancé, le Stade rennais revient dans la course à la faveur d'une série d'invincibilité de douze matchs qui permet aux « Rouge et Noir » de pointer à seulement trois points du leader rouennais, mi-février. Renforcé en janvier par l'arrivée de l'international Farès Bousdira, en provenance d'un SCO Angers en liquidation judiciair, le SRFC rate pourtant sa fin de saison, concédant de nombreux points à ses adversaires directs au classement. Le Havre et Mulhouse viennent ainsi s'imposer route de Lorient, alors que Rouen lamine les derniers espoirs bretons à Robert-Diochon (0 - 4). Le SRFC en sera quitte pour une sixième saison consécutive en D2, sans un Pierre Garcia, qui n'aura jamais réussi à obtenir la remontée en trois ans à la tête de l'équipe première. Pour lui succéder, les noms de José Arribas et Silvester Takač sont notamment évoqués.

## Transferts en 1981-1982
| Nom                 | Nationalité                   | Provenance/Destination  |
| Arrivées            |                               |                         |
| Karel Bonsink       | Pays-Bas                      | RWD Molenbeek           |
| Farès Bousdira      | France                        | Angers SCO              |
| Jean-Noël Dusé      | France                        | FC Tours                |
| Pierre Guillard     | France                        | Damgan Sports           |
| Jacques Linarès     | France                        | Toulouse Fontaines Club |
| Bruno Marin         | France                        | Stella Maris Douarnenez |
| François M'Pelé     | République populaire du Congo | RC Lens                 |
| Fabrice Simon       | France                        | UST Équeurdreville      |
| Bernard Tischner    | France                        | La Sportive Thionville  |
| Dominique Vésir     | France                        | US Valenciennes-Anzin   |
| Départs             |                               |                         |
| Jacques Castellan   | France                        | CEP Lorient             |
| Jean-Michel Garnier | France                        | Amicale de Lucé         |
| René Izquierdo      | France                        | Stade lavallois         |
| Claude Klimek       | France                        | Stade lavallois         |
| Bruno Ledu          | France                        | UCK Vannes              |
| Victor Mastroianni  | France                        | Le Havre AC             |
| Malik N'Doye        | Sénégal                       | Stade Malherbe de Caen  |
| Michel Poinsignon   | France                        | Entente de Montceau     |
| Gérard Primault     | France                        | UCK Vannes              |
| Bruno Steck         | France                        | FC Tours                |
| Guy Stéphan         | France                        | Le Havre AC             |
| Miodrag Živaljević  | Yougoslavie                   | ?                       |

## L'effectif de la saison
| Poste¹ | Nat.² | Nom                    | Naissance          | Sélection³ | Championnat | Championnat | Coupe France | Coupe France | Total Saison | Total Saison | Notes                           |
| Poste¹ | Nat.² | Nom                    | Naissance          | Sélection³ | M           | But inscrit | M            | But inscrit  | M            | But inscrit  | Notes                           |
| ------ | ----- | ---------------------- | ------------------ | ---------- | ----------- | ----------- | ------------ | ------------ | ------------ | ------------ | ------------------------------- |
| M      | MAR   | Houssaine Anafal       | 15 septembre 1952  | A          | 0           | 0           | 0            | 0            | 0            | 0            |                                 |
| D      | FRA   | Yannick Bajeot         | 1er septembre 1959 | -          | 11          | 0           | 0            | 0            | 11           | 0            |                                 |
| D      | FRA   | Philippe Berlin        | 25 mars 1956       | -          | 33          | 2           | 1            | 0            | 34           | 2            |                                 |
| A      | NED   | Karel Bonsink          | 21 septembre 1950  | -          | 25          | 4           | 1            | 0            | 26           | 4            |                                 |
| A      | FRA   | Farès Bousdira         | 20 septembre 1953  | A          | 13          | 5           | 0            | 0            | 13           | 5            | Arrive en janvier du SCO Angers |
| D      | FRA   | Alain Doaré            | 28 novembre 1963   | -          | 0           | 0           | 0            | 0            | 0            | 0            |                                 |
| D      | FRA   | Didier Dufour          | 25 avril 1952      | -          | 34          | 0           | 1            | 0            | 35           | 0            |                                 |
| G      | FRA   | Jean-Noël Dusé         | 15 décembre 1948   | -          | 33          | 0           | 1            | 0            | 34           | 0            |                                 |
| A      | FRA   | Pierre Guillard        | 6 août 1964        | -          | 1           | 0           | 0            | 0            | 1            | 0            |                                 |
| D      | FRA   | Jean-Yves Kerjean      | 25 juin 1958       | -          | 32          | 1           | 1            | 0            | 33           | 1            |                                 |
| D      | FRA   | Jacques Linarès        | 18 juin 1964       | -          | 1           | 0           | 0            | 0            | 1            | 0            |                                 |
| A      | FRA   | Robert Llorens         | 16 mars 1956       | -          | 31          | 5           | 1            | 0            | 32           | 5            |                                 |
| A      | FRA   | Bruno Marin            | 9 octobre 1963     | -          | 0           | 0           | 0            | 0            | 0            | 0            |                                 |
| A      | FRA   | Philippe Morin         | 28 mars 1962       | -          | 13          | 1           | 1            | 0            | 14           | 1            |                                 |
| A      | CGO   | François M'Pelé        | 13 juillet 1947    | A          | 34          | 16          | 1            | 1            | 35           | 17           |                                 |
| A      | FRA   | Guy Nosibor            | 22 juillet 1954    | -          | 30          | 4           | 1            | 0            | 31           | 4            |                                 |
| M      | FRA   | Patrick Rampillon      | 4 juillet 1955     | -          | 13          | 0           | 1            | 0            | 14           | 0            |                                 |
| A      | FRA   | Gérard Saliné          | 27 août 1957       | -          | 12          | 0           | 0            | 0            | 12           | 0            |                                 |
| M      | FRA   | Bernard Samson         | 12 décembre 1958   | -          | 0           | 0           | 0            | 0            | 0            | 0            |                                 |
| A      | FRA   | Fabrice Simon          | 23 avril 1964      | -          | 2           | 0           | 0            | 0            | 2            | 0            |                                 |
| D      | FRA   | Bernard Tischner       | 9 septembre 1957   | -          | 34          | 1           | 1            | 0            | 35           | 1            |                                 |
| G      | FRA   | Dominique Vaast        | 25 mars 1959       | -          | 1           | 0           | 0            | 0            | 1            | 0            |                                 |
| M      | FRA   | Dominique Vésir        | 19 janvier 1956    | -          | 23          | 4           | 0            | 0            | 23           | 4            |                                 |
| M      | FRA   | Christian Zajaczkowski | 16 février 1961    | -          | 29          | 1           | 1            | 0            | 30           | 1            |                                 |

- 1 : G, Gardien de but ; D, Défenseur ; M, Milieu de terrain ; A, Attaquant
- 2 : Nationalité sportive, certains joueurs possédant une double-nationalité
- 3 : sélection la plus élevée obtenue

## Équipe-type
Il s'agit de la formation la plus courante rencontrée en championnat.

## Les rencontres de la saison

### Liste
| Match | Date         | Compétition           | Tour    | Adversaire     | Lieu ¹ | Score | Class. | Buteurs pour le Stade rennais        |
| ----- | ------------ | --------------------- | ------- | -------------- | ------ | ----- | ------ | ------------------------------------ |
| 1     | 1er août     | Division 2 - Groupe B | 1       | Dunkerque      | E      | 1-0   | 5      | M'Pelé                               |
| 2     | 8 août       | Division 2 - Groupe B | 2       | Châteauroux    | D      | 2–0   | 3      | Llorens                              |
| 3     | 15 août      | Division 2 - Groupe B | 3       | Reims          | E      | 0-2   | 6      |                                      |
| 4     | 22 août      | Division 2 - Groupe B | 4       | Besançon       | D      | 1–1   | 5      | Vésir                                |
| 5     | 29 août      | Division 2 - Groupe B | 5       | Limoges        | E      | 1–1   | 8      | Vésir                                |
| 6     | 2 septembre  | Division 2 - Groupe B | 6       | Nœux-les-Mines | D      | 2-2   | 7      | Berlin M'Pelé                        |
| 7     | 5 septembre  | Division 2 - Groupe B | 7       | Guingamp       | E      | 1-0   | 5      | M'Pelé                               |
| 8     | 12 septembre | Division 2 - Groupe B | 8       | Angers         | D      | 0–0   | 6      |                                      |
| 9     | 19 septembre | Division 2 - Groupe B | 9       | Calais         | E      | 3–1   | 5      | Vésir M'Pelé                         |
| 10    | 26 septembre | Division 2 - Groupe B | 10      | Angoulême      | D      | 1–1   | 5      | M'Pelé                               |
| 11    | 3 octobre    | Division 2 - Groupe B | 11      | Le Havre       | E      | 1–2   | 6      | Bonsink                              |
| 12    | 10 octobre   | Division 2 - Groupe B | 12      | Abbeville      | D      | 5-0   | 6      | Tischner Zajaczkowski Nosibor M'Pelé |
| 13    | 17 octobre   | Division 2 - Groupe B | 13      | Quimper        | E      | 0-1   | 7      |                                      |
| 14    | 26 octobre   | Division 2 - Groupe B | 14      | Montluçon      | D      | 2–1   | 5      | Berlin Bonsink                       |
| 15    | 31 octobre   | Division 2 - Groupe B | 15      | Mulhouse       | E      | 3-1   | 5      | Nosibor M'Pelé Llorens               |
| 16    | 7 novembre   | Division 2 - Groupe B | 16      | Stade français | E      | 1-0   | 4      | M'Pelé                               |
| 17    | 14 novembre  | Division 2 - Groupe B | 17      | Rouen          | D      | 1-1   | 5      | Bonsink                              |
| 18    | 21 novembre  | Division 2 - Groupe B | 18      | Châteauroux    | E      | 0–0   | 4      |                                      |
| 19    | 28 novembre  | Division 2 - Groupe B | 19      | Reims          | D      | 0–0   | 5      |                                      |
| 20    | 6 décembre   | Division 2 - Groupe B | 20      | Besançon       | E      | 2–1   | 5      | Llorens Biau (csc)                   |
| 21    | 12 décembre  | Division 2 - Groupe B | 21      | Limoges        | D      | 3-0   | 5      | M'Pelé Bonsink                       |
| 22    | 27 décembre  | Coupe de France       | 6e tour | Saint-Malo     | E      | 1-2   | 1-2    | M'Pelé                               |
| 23    | 30 janvier   | Division 2 - Groupe B | 22      | Guingamp       | D      | 2–1   | 5      | Nosibor Bousdira                     |
| 24    | 7 février    | Division 2 - Groupe B | 23      | Angers         | E      | 1–0   | 3      | Bousdira                             |
| 25    | 20 février   | Division 2 - Groupe B | 24      | Calais         | D      | 2-0   | 3      | M'Pelé Bousdira                      |
| 26    | 27 février   | Division 2 - Groupe B | 25      | Angoulême      | E      | 1–1   | 3      | M'Pelé                               |
| 27    | 13 mars      | Division 2 - Groupe B | 26      | Le Havre       | D      | 0-1   | 3      |                                      |
| 28    | 20 mars      | Division 2 - Groupe B | 27      | Abbeville      | E      | 0–2   | 4      |                                      |
| 29    | 27 mars      | Division 2 - Groupe B | 28      | Quimper        | D      | 1-0   | 5      | M'Pelé                               |
| 30    | 3 avril      | Division 2 - Groupe B | 29      | Nœux-les-Mines | E      | 1–1   | 4      | Nosibor                              |
| 31    | 10 avril     | Division 2 - Groupe B | 30      | Montluçon      | E      | 2-0   | 4      | M'Pelé Llorens                       |
| 32    | 17 avril     | Division 2 - Groupe B | 31      | Mulhouse       | D      | 0–1   | 5      |                                      |
| 33    | 24 avril     | Division 2 - Groupe B | 32      | Stade français | D      | 2–0   | 5      | Morin Bousdira                       |
| 34    | 1er mai      | Division 2 - Groupe B | 33      | Rouen          | E      | 0–4   | 5      |                                      |
| 35    | 8 mai        | Division 2 - Groupe B | 34      | Dunkerque      | D      | 3–0   | 5      | Kerjean Vésir Bousdira               |

- 1 N : terrain neutre ; D : à domicile ; E : à l'extérieur ; drapeau : pays du lieu du match international

## Bilan des compétitions
| Compétition     | Vainqueur final     | Débute au tour | Place ou tour final | Première rencontre | Dernière rencontre | Nombre |
| --------------- | ------------------- | -------------- | ------------------- | ------------------ | ------------------ | ------ |
| Division 2      | Toulouse FC         | 1re journée    | 5e du groupe B      | 1er août 1981      | 8 mai 1982         | 34     |
| Coupe de France | Paris Saint-Germain | 6e tour        | 6e tour             | 27 décembre 1981   | 27 décembre 1981   | 1      |

### Division 2 - Groupe B

#### Classement
| Rang | Équipe         | Pts | J  | G  | N  | P  | Bp | Bc | Diff |
| ---- | -------------- | --- | -- | -- | -- | -- | -- | -- | ---- |
| 3    | Nœux-les-Mines | 49  | 34 | 19 | 11 | 4  | 46 | 22 | +24  |
| 4    | Le Havre       | 46  | 34 | 20 | 6  | 8  | 73 | 38 | +35  |
| 5    | Rennes         | 44  | 34 | 17 | 10 | 7  | 45 | 26 | +19  |
| 6    | Reims          | 41  | 34 | 16 | 9  | 9  | 54 | 26 | +28  |
| 7    | Angoulême      | 41  | 34 | 17 | 7  | 10 | 50 | 33 | +17  |
| 8    | Angers         | 34  | 34 | 12 | 10 | 12 | 42 | 39 | +3   |

#### Résultats
| Total  | Total  | Total | Total | Total | Total | Total | Total | Domicile | Domicile | Domicile | Domicile | Domicile | Domicile | Extérieur | Extérieur | Extérieur | Extérieur | Extérieur | Extérieur |
| Matchs | Points | V     | N     | D     | BP    | BC    | Diff. | V        | N        | D        | BP       | BC       | Diff.    | V         | N         | D         | BP        | BC        | Diff.     |
| ------ | ------ | ----- | ----- | ----- | ----- | ----- | ----- | -------- | -------- | -------- | -------- | -------- | -------- | --------- | --------- | --------- | --------- | --------- | --------- |
| 34     | 44     | 17    | 10    | 7     | 45    | 26    | +19   | 9        | 6        | 2        | 27       | 9        | +18      | 8         | 4         | 5         | 18        | 17        | +1        |

#### Résultats par journée
| Journée   | 01 | 02 | 03 | 04 | 05 | 06 | 07 | 08 | 09 | 10 | 11 | 12 | 13 | 14 | 15 | 16 | 17 | 18 | 19 | 20 | 21 | 22 | 23 | 24 | 25 | 26 | 27 | 28 | 29 | 30 | 31 | 32 | 33 | 34 |
| --------- | -- | -- | -- | -- | -- | -- | -- | -- | -- | -- | -- | -- | -- | -- | -- | -- | -- | -- | -- | -- | -- | -- | -- | -- | -- | -- | -- | -- | -- | -- | -- | -- | -- | -- |
| Terrain   | E  | D  | E  | D  | E  | D  | E  | D  | E  | D  | E  | D  | E  | D  | E  | E  | D  | E  | D  | E  | D  | D  | E  | D  | E  | D  | E  | D  | E  | E  | D  | D  | E  | D  |
| Résultats | V  | V  | D  | N  | N  | N  | V  | N  | V  | N  | D  | V  | D  | V  | V  | V  | N  | N  | N  | V  | V  | V  | V  | V  | N  | D  | D  | V  | N  | V  | D  | V  | D  | V  |
| Points    | 2  | 4  | 4  | 5  | 6  | 7  | 9  | 10 | 12 | 13 | 13 | 15 | 15 | 17 | 19 | 21 | 22 | 23 | 24 | 26 | 28 | 30 | 32 | 34 | 35 | 35 | 35 | 37 | 38 | 40 | 40 | 42 | 42 | 44 |
| Place     | 5  | 3  | 6  | 5  | 8  | 7  | 5  | 6  | 5  | 5  | 6  | 6  | 7  | 5  | 5  | 4  | 5  | 4  | 5  | 5  | 5  | 5  | 3  | 3  | 3  | 3  | 4  | 5  | 4  | 4  | 5  | 5  | 5  | 5  |

Source : Liste des rencontres

Terrain : D = Domicile ; E = Extérieur. Résultat: D = Défaite ; N = Nul ; V = Victoire.